# Клонна
Клонна (пол. Kłonna) — село в Польщі, у гміні Одживул Пшисуського повіту Мазовецького воєводства.
Населення — 377 осіб (2011).
У 1975-1998 роках село належало до Радомського воєводства.

## Демографія
Демографічна структура станом на 31 березня 2011 року:
|          | Загалом | Допрацездатний вік | Працездатний вік | Постпрацездатний вік |
| -------- | ------- | ------------------ | ---------------- | -------------------- |
| Чоловіки | 196     | 51                 | 132              | 13                   |
| Жінки    | 181     | 45                 | 86               | 50                   |
| Разом    | 377     | 96                 | 218              | 63                   |